# 캔디 케인 (영화)
《캔디 케인》(영어: Joy Ride, 영국 제목: 영어: Road Kill, 오스트레일리아 제목: 영어: Roadkill)은 2001년 공개된 미국의 스릴러 영화이다.
속편 《캔디 케인 2: 데드 어헤드》로 이어진다.

## 줄거리
캘리포니아주에서 차를 타고 출발한 루이스는 콜로라도주에 있는 친구 베나를 태우러 가는 길에 솔트레이크시티에 들려 보석금을 내고 체포된 형 풀러를 빼낸다.
루이스의 차에 시민 밴드 라디오(CB)를 설치한 풀러는 러스티 네일이란 이름을 쓰는 한 트럭 운전수에게 장난을 치자고 루이스를 꼬드긴다. 루이스는 캔디 케인이라는 이름의 여성을 가장해 러스티 네일에게 한 모텔 17호실에서 만나자고 한다. 바로 옆방에 들어간 형제의 귀에 캔디 케인이 17호실 투숙객과 싸움을 하는 소리가 들리고, 다음 날 17호실에서 지내던 사업가가 고속도로에서 아래턱뼈가 뜯긴 채로 발견된다.
러스티 네일은 CB를 통해 형제에게 사과를 요구하지만 풀러는 적반하장으로 러스티 네일을 모욕한다. 이에 러스티 네일은 복수의 추격을 시작한다.

## 출연
- 폴 워커 - 루이스 토머스 역
- 스티브 잔 - 풀러 토머스 역
- 릴리 소비에스키 - 베나 윌콕스 역
- 제시카 보먼 - 샬럿 도슨 역
- 테드 러바인 - 러스티 네일 역 (목소리, 크레디트 미기재)
- 짐 비버 - 리터 보안관 역
- 제이 허낸데즈 - 해병 역
- 월턴 고긴스 - 경찰 역 (삭제분)

## 기타 제작진
- 협력 제작: W. 마크 맥네어
- 배역: 맬리 핀, 에밀리 슈웨버
- 미술: 로버트 피어슨
- 의상: 테리 드레즈바크